# HBO Films
HBO Films (trước đây được gọi là HBO Premiere Films and HBO Pictures) là một bộ phận của mạng truyền hình cáp HBO chuyên sản xuất phim truyện và phim ngắn. Bộ phận sản xuất các tác phẩm hư cấu và phi hư cấu, chủ yếu để phân phối cho khách hàng của họ, mặc dù gần đây công ty đã tài trợ cho các bản phát hành sân khấu.
HBO Films chiếu ba hoặc bốn phim mỗi năm và phát triển hầu hết chúng trong nội bộ với các bộ phim sân khấu được phân phối bởi Warner Bros. Pictures.